# Saku

Saku (佐久市 Saku-shi?) este un municipiu din Japonia, prefectura Nagano.